# Rutali
Rutali es una comuna y población de Francia, en la región de Córcega, departamento de Alta Córcega.
Su población en el censo de 1999 era de 247 habitantes.

## Demografía
| 178 | 198 | 194 | 181 | 222 | 247 |
| Para los censos de 1962 a 1999 la población legal corresponde a la población sin duplicidades (Fuente: INSEE [Consultar]) |     |     |     |     |     |

- Datos: Q264864
- Multimedia: Rutali / Q264864

1. ↑  Worldpostalcodes.org, código postal n.º 20239.
2. ↑  INSEE, Datos de población para el año 2012 de Rutali (en francés).